# Charles Hubert Millevoye
Charles Hubert Millevoye (Abbeville, Somme, 24 de diciembre de 1782-París, 26 de agosto de 1816) fue un poeta francés honrado varias veces por la Academia francesa. Fue una figura transitoria entre el siglo XVIII y el siglo XIX, como se muestra en sus poemas románticos.

## Vida
Luego de haber sido educado por su tío, estudió bajo la tutela de M. Bardoux, un profesor de la universidad de Abbeville. Su padre murió cuando tenía trece años de edad, y fue enviado por su familia a París a completar su educación. Empezó estudiando leyes, luego se convirtió en un vendedor de libros, pero finalmente abandonó ambas ocupaciones para dedicarse de lleno a la escritura. A los dieciocho años publicó un pequeño libro de versos: Poésies (1800), del que las mejores piezas son: Plaisirs du poëte y Passage du Saint-Bernard. Su segundo libro de poesías, publicado en 1811, es la expresión más completa de su talento. El libro incluyó poemas tales como:  l’Amour maternel, la Demeure abandonnée, le Bois détruit, la Promesse, le Souvenir, le Poète mourant y la Chute des feuilles; en los cuales el poeta mostraba su amor por la naturaleza y por la composoción de emociones simples y de escenas conmovedoras.
Millevoye se casó con Margaret Flore Delattre el 31 de agosto de 1813 en Abbeville y tuvo sólo un hijo, Charles Alfred (9 de octubre de 1813 - 6 de junio de 1891), quien sirvió de magistrado a cargo de la organización judicial de Savoie en 1860. De su matrimonio con Irme Malvina Leclerc-Thouin el 7 de junio de 1845 en París, Charles Alfred tuvo tres hijos, de los cuales Lucien Millevoye (1850 - 1918) fue un miembro del Parlamente de Amiens desde 1882 hasta 1893, del de París desde 1898 hasta 1918, y director del periódico La Patrie.

## Obras
Millevoye fue muy conocido en su época por su poesía, que era una mezcla de reminiscencias clásicas y estilo sentimental. Sainte-Beuve escribe acerca de él: "Entre Delille finit et Lamartine qui prélude, une pâle et douce étoile un moment a brillé: c'est lui." ("Entre  el fin de Delille y el preludio de Lamartine, una pálida y dulce estrella brilló un momento: era él.") Millevoye escribió principalmente elegías, de las cuales La Chute des Feuilles (La caída de las hojas) es una de las más famosas. Aparte de sus poemas, Millevoye también hizo nuevas traducciones de la Ilíada, de las Bucólicas de Virgilio y de algunos de los Diálogos de Luciano de Samosata. Murió a la edad de 34. Sus obras completas aparecerían diez años después: en 1826.